# Arkadij Černyšov
Arkadij Ivanovič Černyšov (rusky Аркадий Иванович Чернышёв; 16. března 1914, Moskva, Rusko – 17. dubna 1992) byl sovětský lední hokejista a fotbalista. Po ukončení aktivní herní kariéry se také stal hokejovým trenérem Dynama Moskva.
Byl uveden do ruské a sovětské hokejové síně slávy v roce 1948 a posmrtně do síně slávy IIHF v roce 1999.
V KHL byla na jeho počest pojmenována divize.